# Robin Quaison
Robin Kwamina Quaison, född 9 oktober 1993 i Kista församling i Stockholm, är en svensk fotbollsspelare (anfallare) som spelar för Aris.

## Klubbkarriär

### Tidig karriär
Quaison växte upp i Akalla och har en far från Ghana och en svensk mor. Han började spela fotboll som femåring för Järva Kista FK. När Quaison var sju år började han istället spela i AIK.
Quaison inledde säsongen 2011 som lagkapten för AIK:s ungdomslag. Det blev totalt sju mål för honom i Juniorallsvenskan Elit Norra under 2011 innan han under sommaren flyttades upp till AIK:s samarbetsklubb Väsby United.
Det blev 17 matcher för Quaison i Division 1 Norra för Väsby United samt två matcher i kvalet till Superettan och han svarade för åtta mål på sina 19 matcher. Han var med under hela försäsongen för AIK:s A-lag och spelade sju träningsmatcher (394 minuter).

### AIK
Hans första allsvenska match blev i AIK:s hemmapremiär mot Mjällby AIF den 1 april 2012. Han byttes in i den 76:e matchminuten.
Den 15 april 2012 spelade han även sin första allsvenska match från start. Syrianska FC stod för motståndet och han blev sedermera utbytt i den 70:e matchminuten.
Den 20 maj 2012 gjorde Quaison sitt första allsvenska mål i matchen mot IFK Norrköping på Råsunda. AIK ledde med 3–2 efter att ha vänt från 0-2. Quaison hjälpte mycket till i detta. Celso Borges fick en pass, passade till Nils-Eric Johansson som sköt in den och där stod Quaison som kunde skarva in den på volley. Matchen slutade 5–2.
Den 21 februari 2013 förlängde Quaison sitt kontrakt med AIK fram till sommaren 2015.

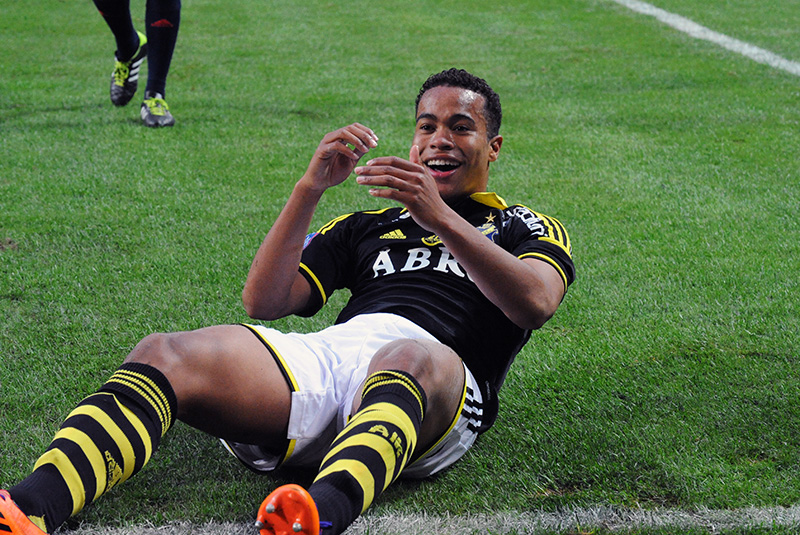
Quaison i AIK 2014

### Palermo
Den 18 juli 2014 skrev Quaison ett flerårskontrakt med den italienska klubben Palermo i Serie A. Han ligadebuterade den 21 september 2014 mot Inter, en match som slutade 1–1 och där Quaison blev inbytt i den 83:e minuten. Den 11 januari 2015 i en bortamatch mot AC Fiorentina så blev Quaison inbytt i den 52:a minuten. I den 59:e minuten så gjorde Quaison sitt första mål för klubben och två minuter senare så gjorde han sitt andra mål för klubben. Matchen förlorade dock Palermo med 4–3.

### Mainz 05
Den 31 januari 2017 värvades Quaison av Mainz 05, där han skrev på ett 4,5-årskontrakt. Mainz 05 betalade 30 miljoner kronor till Palermo. Den svenske landslagsmannen, gjorde 31 mål och nio assist på totalt 123 matcher i Bundesliga för Mainz.

### Al-Ettifaq
1 juli 2021 blev det klart att Quaison lämnade Mainz efter fyra och ett halvt år i den tyska Bundesligaklubben.  En vecka efteråt blev det klart att han skrivit på för en ny klubb, saudiska Al-Ettifaq Club. Parterna kom överens om ett avtal som sträckte sig till 2024. 

### Aris
I slutet av september 2024 blev det klart att Quaison skrivit på ett tvåårskontrakt med grekiska Aris FC.

## Landslagskarriär

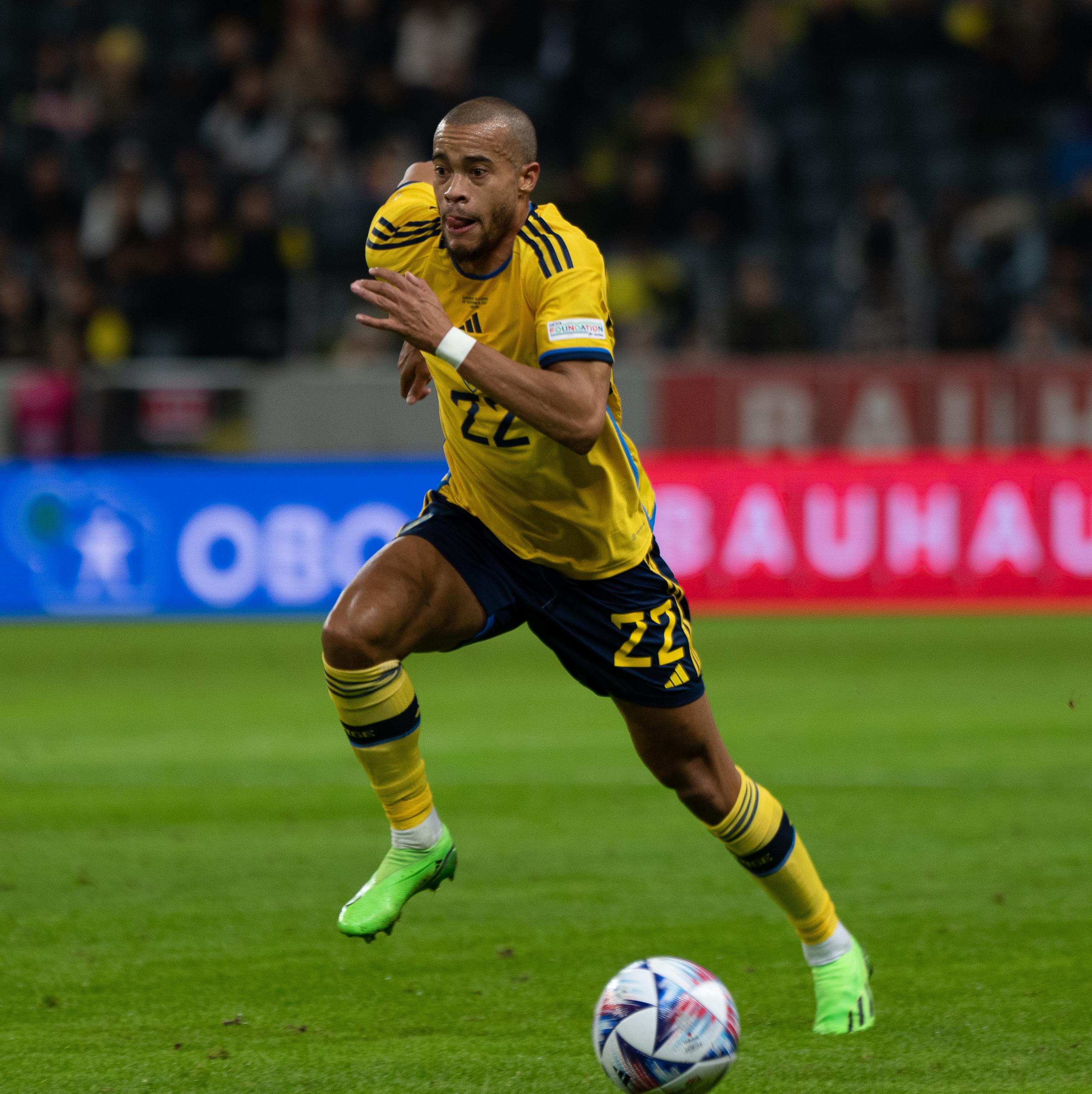
Quaison, 2022

Den 23 januari 2013 gjorde Quaison sin första A-landskamp, detta som inhoppare mot Nordkorea i träningsturneringen King's Cup i Thailand. Den 26 januari gjorde han sitt första mål, som inhoppare mot Finland i samma turnering.
Quaison blev den 2 juni 2015 uttagen till Sveriges trupp till U21 EM 2015. I semifinalen mot Danmark så blev Quaison inbytt i den 72:a minuten och gjorde 1–3 målet i Sveriges 1–4 vinst.
Quaison startade i 9 av 10 EM-kvalmatcher 2019 och gjorde 5 mål, och blev därmed Sveriges bästa målskytt i EM-kvalet. I EM 2020 kom han in som avbytare i de två inledande gruppspelsmatcherna, och startade i den tredje matchen mot Polen. I åttondelsfinalen mot Ukraina kom Quaison in som avbytare i förlängningen.  
I kvalet till VM i Qatar hade Quaison förlorat sin plats i startelvan, men blev målskytt i 3 av matcherna där han kom in som avbytare. Först i matcherna mot Grekland och Kosovo, sedan avgjorde Quaison VM-kval matchen, den 24 mars 2022, hemma mot Tjeckien, med matchens enda mål efter 110 minuters speltid. Sverige förlorade därefter den sista play-off matchen mot Polen och missade därmed Världsmästerskapet i Qatar. 
I efterkommande EM-kval fick Quaison göra 4 inhopp, med ett mål i matchen mot Estland som slutade 5-0, den 9 september 2023.